# Cantón de Caulnes
El cantón de Caulnes era una división administrativa francesa, que estaba situada en el departamento de Costas de Armor y la región de Bretaña.

## Composición
El cantón estaba formado por ocho comunas:
- Caulnes
- Guenroc
- Guitté
- La Chapelle-Blanche
- Plumaudan
- Plumaugat
- Saint-Jouan-de-l'Isle
- Saint-Maden

## Supresión del cantón de Caulnes
En aplicación del Decreto nº 2014-150 de 13 de febrero de 2014, el cantón de Caulnes fue suprimido el 22 de marzo de 2015 y sus 8 comunas pasaron a formar parte del nuevo cantón de Broons.